# Jakub Hromada
Jakub Hromada (ur. 25 maja 1996 w Koszycach) – słowacki piłkarz grający na pozycji pomocnika w Slavii Praga. Pięciokrotny reprezentant Słowacji. Uczestnik Mistrzostw Europy 2020.

## Kariera klubowa
Jest wychowankiem klubu KAC Jednota Koszyce, z którego w 2011 trafił do MFK Zemplín Michalovce. W lipcu 2012 został zawodnikiem Juventus F.C. W styczniu 2014 został wypożyczony do Genoa CFC. W lutym 2015 przeszedł do UC Sampdoria, trafiając od razu na wypożyczenie do US Pro Vercelli Calcio. W sierpniu 2015 został wypożyczony na dwa lata do FK Senica. W czerwcu 2016 został wypożyczony na rok do Viktorii Pilzno. W czerwcu 2017 podpisał trzyletni kontrakt ze Slavią Praga. Zadebiutował w tym klubie 19 sierpnia 2017 w zremisowanym 0:0 meczu z Bohemians 1905.

## Kariera reprezentacyjna
Młodzieżowy reprezentant Słowacji w kadrach od U-16 do U-21.

## Życie osobiste
Jego ulubionym piłkarzem jest Andrea Pirlo, a klubem Arsenal F.C.